# Vera Valdez
Vera Valdez, nome artístico de Vera Barreto Leite (Rio de Janeiro, 26 de maio de 1936), é uma modelo, atriz e figurinista brasileira que ficou conhecida como manequim de Schiaparelli e Chanel.

## Biografia
Filha de diplomatas, Vera Valdez deixou o Rio de Janeiro quando criança, após reprovar dois anos letivos no colégio americano onde estudava. Os pais mandaram-na para um colégio em Portugal, do qual também foi expulsa por desfilar de batom vermelho e vestido decotado. Na adolescência, acompanhou sua mãe, que fora trabalhar na embaixada francesa, em Paris. Seu primeiro namorado foi o cineasta Ruy Guerra, quando ambos tinham vinte anos.
Chegando em Paris em 1952, Vera foi vista por Elsa Schiaparelli, com quem trabalhou por um ano. Logo depois foi ser modelo de Christian Dior, juntamente com Victoire Doutreleau
Depois de catorze anos afastada, desde o inicio da Segunda Guerra Mundial, a estilista Coco Chanel retornou as atividades. Para o seu primeiro desfile, em 5 de fevereiro de 1954, escolheu Marie-Hélène Arnaud e a brasileira Vera Valdez. As duas modelos tornam-se capa da revista Paris Match: "Após grande recesso de catorze anos, Coco lança moda que vai pela rua". Tempos depois foi demitida da Chanel, por conta de faltas e atrasos. Vera ainda voltaria a trabalhar com Coco Chanel, participando do último desfile antes da morte da estilista, em 1971.
De volta ao Brasil, integrou o elenco de modelos da famosa Maison Canadá - pioneira no consumo de luxo no Brasil -, no Rio de Janeiro, e modelou para grandiosos nomes da alta-costura brasileira, como Dener Pamplona de Abreu.
No final da década de 1950, ela casa-se no Brasil com o ator Luís Linhares, com quem tem uma filha: Paula. Mas o casamento foi breve, Luis exigiu o divórcio porque Vera tinha feito fotos nua para uma revista brasileira. No início da década de 1960, Vera teve um relacionamento com os cineastas Louis Malle e, depois, com Roger Vadim.
No Brasil e engajou-se no teatro. Tornou-se amiga da atriz Cacilda Becker, e participou de produções do cinema paulista: fez parte do elenco dos longas: O Homem Nu, de Roberto Santos, em 1968, e As Cariocas, em 1966, de Walter Hugo Khouri. No Brasil, Vera casa-se novamente com Pedro de Moraes, fotógrafo e jornalista, filho de Vinicius de Moraes. Torna-se mãe novamente, com o nascimento de Mariana de Moraes, que mais tarde seguiria a carreira de atriz. Durante o Regime Militar seu marido é preso. Vera é presa no Doi-Codi, por portar um papelote de cocaína, é torturada antes de ser enviada para um hospital de doenças mentais.
Bernardo Bertolucci e Louis Malle a convidam a sair do Brasil para trabalhar em seus filmes. Retorna ao Brasil em 1982, com a Lei da Anistia. Em São Paulo, a Vera participou do Teatro Oficina, uma trupe experimental dirigida por José Celso Martinez Corrêa.
Em outubro de 2008, aos 72 anos, posou seminua para a Revista Trip.
Em 2009 participou da minissérie da Rede Globo, Som & Fúria, como Moira. No mesmo ano, realizou-se no Rio de Janeiro a exposição Vera Valdez – O Sol da Maison, com imagens de sua trajetória como modelo.

## Filmografia

### Cinema
| Ano  | Título                                              | Personagem        | Notas                        |
| ---- | --------------------------------------------------- | ----------------- | ---------------------------- |
| 1963 | Le Feu follet                                       | Jovem na clínica  |                              |
| 1966 | As Cariocas                                         | —                 | Segmento: "Segunda História" |
| 1968 | O Homem Nu                                          | Amiga de Marialva |                              |
| 1968 | Até Que o Casamento Nos Separe                      | Renata            |                              |
| 1970 | República da Traição                                | Nadine Verne      |                              |
| 1977 | Anchieta, José do Brasil                            | Maria Zé          |                              |
| 2003 | Amor Só de Mãe                                      | Mãe               | Curta-metragem               |
| 2007 | Conceição - Autor Bom É Autor Morto                 | Mulher no bar     |                              |
| 2012 | Luz nas Trevas – A Volta do Bandido da Luz Vermelha | Vítima            |                              |
| 2016 | Meu Amigo Hindu                                     | Esposa da Morte   |                              |
| 2018 | Sol Alegria                                         | —                 |                              |
| 2019 | Ex-humanos                                          | Humana            | Curta-metragem               |
| 2019 | Sobre Rodas                                         | Dona Pereira      |                              |
| 2021 | Cora                                                | Isabel            |                              |
| 2023 | A Alegria é a Prova dos Nove                        | Jade              |                              |
| 2023 | Feira da Ladra                                      | Sara              | Curta-metragem               |
| 2023 | Tia Virgínia                                        | Mãe               | [ 7 ]                        |

### Televisão
| Ano  | Título           | Personagem   | Notas                                      |
| ---- | ---------------- | ------------ | ------------------------------------------ |
| 1965 | TNT              | Tânia        |                                            |
| 1966 | Bombom e Fiapo   | —            |                                            |
| 2009 | Som & Fúria      | Moira        |                                            |
| 2023 | Cidade Invisível | Inês (idosa) | Episódio: "Marangatu, a morada do sagrado" |

## No Teatro
- 1955 - Maria Stuart[9]
- 1966 - Orquídeas para Cláudia
- 1968 - Juventude em Crise
- 1986 - Bacantes[10]
- 2003/2004 - Os Sertões: O Homem II
- 2005 - Os Sertões. A Luta I
- 2006 - Os Sertões. A Luta II
- 2008 -  Vento Forte para um Papagaio Subir
- 2013 - Cacilda!!![11]
- 2015 - Navalha na Carne[12]
- 2018 - O Rei da Vela[13]